# 小金井市

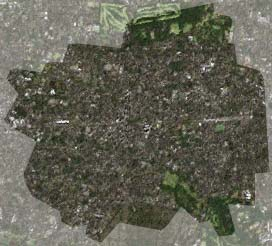
小金井市域のランドサット衛星写真

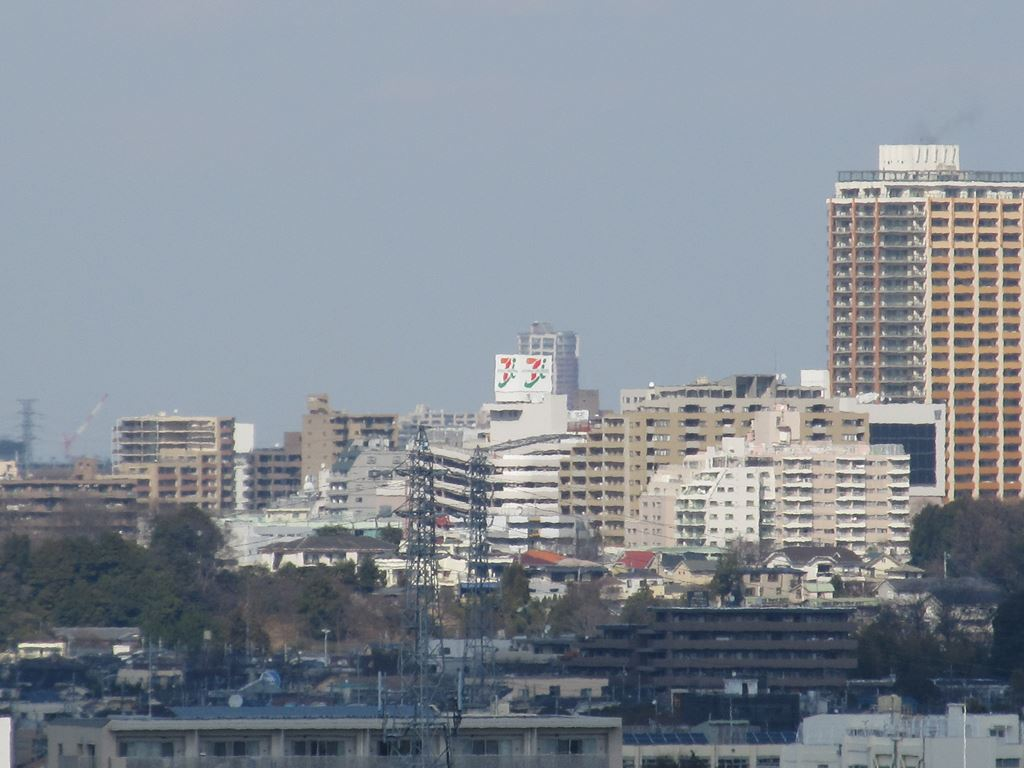
武蔵小金井駅周辺

小金井市（こがねいし）は、東京都の多摩地域中部に位置する市。1958年（昭和33年）市制施行。

## 概要
市のほぼ中央に位置する武蔵小金井駅を中心に、東西にJR中央線と連雀通り・五日市街道が、南北に小金井街道・新小金井街道が走る。市内の殆どが住宅地であり、企業が少ないベッドタウン型の市である。北に桜の名所として知られる小金井公園、南は「はけ（後述）」を中心に自然林があり、さらに都立武蔵野公園、都立野川公園、多磨霊園にも面するなど市内には緑が多く存在している。
人口密度は10,000人/km2を超える。

## 地理
東京都のほぼ中央に位置し、中央本線が東西に横断している。
市の南部を東西に走る国分寺崖線の「崖（がけ）」を地元では古くから「はけ」と呼んでいたが、その「はけ」と呼ばれる多摩川の河岸段丘の各所に湧水が見られる。段丘の北側は古来水の便が悪く、本格的に開発が始ったのは玉川上水の開削以降である。
河川
野川 - 玉川上水 - 仙川

### 隣接している自治体
- 東 - 三鷹市・武蔵野市
- 北 - 西東京市・小平市
- 西 - 国分寺市
- 南 - 調布市・府中市

## 歴史
現在の市域に当たる区域は 武蔵国多磨郡内の一部として属した。

### 年表
- 1889年（明治22年） - 町村制施行により、（旧）小金井村・貫井（ぬくい）村・小金井新田・梶野新田・関野新田・十ヶ新田および下染屋村・押立村・人見村・是政村・上石原村・本多新田の各一部（飛地部分）が合併し、小金井村が誕生。
- 1893年（明治26年） - 三多摩が神奈川県から東京府に移管されたことにより、東京府北多摩郡小金井村となる。
- 1937年（昭和12年） - 町制施行に伴い、北多摩郡小金井町となる。
- 1958年（昭和33年） - 市制施行で小金井市となる。

### 市名の由来
小金井の由来について複数の説がある。一つは市の「はけ」（崖のこと）南側を金井原と呼んでいたものを「こがねいはら」と読んだというもの。もう一つは「はけ」に沿って黄金（こがね）に値する豊富な湧水があるのを「黄金の井」や「こがね井」と称したというものである。

## 人口
| |                                          |  |
| 小金井市と全国の年齢別人口分布（2005年） | 小金井市の年齢・男女別人口分布（2005年） |  |
| ■紫色 ― 小金井市 ■緑色 ― 日本全国 | ■青色 ― 男性 ■赤色 ― 女性                |  |
| 小金井市（に相当する地域）の人口の推移 \| 1970年（昭和45年） \| 94,448人 \| \| \| 1975年（昭和50年） \| 102,714人 \| \| \| 1980年（昭和55年） \| 102,456人 \| \| \| 1985年（昭和60年） \| 104,642人 \| \| \| 1990年（平成2年） \| 105,899人 \| \| \| 1995年（平成7年） \| 109,279人 \| \| \| 2000年（平成12年） \| 111,825人 \| \| \| 2005年（平成17年） \| 114,112人 \| \| \| 2010年（平成22年） \| 118,852人 \| \| \| 2015年（平成27年） \| 121,396人 \| \| \| 2020年（令和2年） \| 126,074人 \| \| |                                          |  |
| 総務省統計局 国勢調査より |                                          |  |
| 1970年（昭和45年） | 94,448人                                 |  |
| 1975年（昭和50年） | 102,714人                                |  |
| 1980年（昭和55年） | 102,456人                                |  |
| 1985年（昭和60年） | 104,642人                                |  |
| 1990年（平成2年） | 105,899人                                |  |
| 1995年（平成7年） | 109,279人                                |  |
| 2000年（平成12年） | 111,825人                                |  |
| 2005年（平成17年） | 114,112人                                |  |
| 2010年（平成22年） | 118,852人                                |  |
| 2015年（平成27年） | 121,396人                                |  |
| 2020年（令和2年） | 126,074人                                |  |

### 昼夜間人口
2005年に夜間人口（居住者）は111,033人であるが、市外からの通勤者と通学生および居住者のうちの市内に昼間残留する人口の合計である昼間人口は95,195人で昼は夜の0.857倍の人口になる。夜間に比べて昼の人口は1万6千人ほど減ることになる。通勤者・通学者で見ると市内から市外へ出る通勤者37,274人、市外から市内へ入る通勤者は15,085人と通勤者では市外へ出る通勤者のほうが多く、しかし学生では市外から市内へ入る通学生は13,016人で市内から市外に出る通学生6,665人と学生は昼は市内へ流入する人数のほうが多い。東京都編集『東京都の昼間人口2005』平成20年発行152 - 153ページ　国勢調査では年齢不詳のものが東京都だけで16万人いる。上のグラフには年齢不詳のものを含め、昼夜間人口に関しては年齢不詳の人物は数字に入っていないので数字の間に誤差は生じる。

## 町名
小金井市では、全域で住居表示に関する法律に基づく住居表示が実施されている。

### 小金井市役所管内
| 町名           | 設置年月日 | 住居表示実施年月日 | 住居表示実施直前の町名 | 備考 |
| -------------- | ---------- | ------------------ | ---------------------- | ---- |
| 東町一丁目     |            | 1969年8月1日       | 東町1〜5の各全部       |      |
| 東町二丁目     |            | 1969年8月1日       | 東町1〜5の各全部       |      |
| 東町三丁目     |            | 1969年8月1日       | 東町1〜5の各全部       |      |
| 東町四丁目     |            | 1969年8月1日       | 東町1〜5の各全部       |      |
| 東町五丁目     |            | 1969年8月1日       | 東町1〜5の各全部       |      |
| 梶野町一丁目   |            | 1969年8月1日       | 梶野町1〜5の各全部     |      |
| 梶野町二丁目   |            | 1969年8月1日       | 梶野町1〜5の各全部     |      |
| 梶野町三丁目   |            | 1969年8月1日       | 梶野町1〜5の各全部     |      |
| 梶野町四丁目   |            | 1969年8月1日       | 梶野町1〜5の各全部     |      |
| 梶野町五丁目   |            | 1969年8月1日       | 梶野町1〜5の各全部     |      |
| 関野町一丁目   |            | 1966年3月1日       | 関野町1・2の各全部     |      |
| 関野町二丁目   |            | 1966年3月1日       | 関野町1・2の各全部     |      |
| 緑町一丁目     |            | 1966年3月1日       | 緑町1〜5の各全部       |      |
| 緑町二丁目     |            | 1966年3月1日       | 緑町1〜5の各全部       |      |
| 緑町三丁目     |            | 1966年3月1日       | 緑町1〜5の各全部       |      |
| 緑町四丁目     |            | 1966年3月1日       | 緑町1〜5の各全部       |      |
| 緑町五丁目     |            | 1966年3月1日       | 緑町1〜5の各全部       |      |
| 中町一丁目     |            | 1967年4月1日       | 中町1〜4の各全部       |      |
| 中町二丁目     |            | 1967年4月1日       | 中町1〜4の各全部       |      |
| 中町三丁目     |            | 1967年4月1日       | 中町1〜4の各全部       |      |
| 中町四丁目     |            | 1967年4月1日       | 中町1〜4の各全部       |      |
| 前原町一丁目   |            | 1967年4月1日       | 前原町1〜5の各全部     |      |
| 前原町二丁目   |            | 1967年4月1日       | 前原町1〜5の各全部     |      |
| 前原町三丁目   |            | 1967年4月1日       | 前原町1〜5の各全部     |      |
| 前原町四丁目   |            | 1967年4月1日       | 前原町1〜5の各全部     |      |
| 前原町五丁目   |            | 1967年4月1日       | 前原町1〜5の各全部     |      |
| 本町一丁目     |            | 1965年7月1日       | 本町1〜6の各全部       |      |
| 本町二丁目     |            | 1965年7月1日       | 本町1〜6の各全部       |      |
| 本町三丁目     |            | 1965年7月1日       | 本町1〜6の各全部       |      |
| 本町四丁目     |            | 1965年7月1日       | 本町1〜6の各全部       |      |
| 本町五丁目     |            | 1965年7月1日       | 本町1〜6の各全部       |      |
| 本町六丁目     |            | 1965年7月1日       | 本町1〜6の各全部       |      |
| 桜町一丁目     |            | 1966年3月1日       | 桜町1の各全部          |      |
| 桜町二丁目     |            | 1965年7月1日       | 桜町2の全部            |      |
| 桜町三丁目     |            | 1966年3月1日       | 桜町3の各全部          |      |
| 貫井北町一丁目 |            | 1968年6月1日       | 貫井北町1〜5の各全部   |      |
| 貫井北町二丁目 |            | 1968年6月1日       | 貫井北町1〜5の各全部   |      |
| 貫井北町三丁目 |            | 1968年6月1日       | 貫井北町1〜5の各全部   |      |
| 貫井北町四丁目 |            | 1968年6月1日       | 貫井北町1〜5の各全部   |      |
| 貫井北町五丁目 |            | 1968年6月1日       | 貫井北町1〜5の各全部   |      |
| 貫井南町一丁目 |            | 1968年6月1日       | 貫井南町1〜5の各全部   |      |
| 貫井南町二丁目 |            | 1968年6月1日       | 貫井南町1〜5の各全部   |      |
| 貫井南町三丁目 |            | 1968年6月1日       | 貫井南町1〜5の各全部   |      |
| 貫井南町四丁目 |            | 1968年6月1日       | 貫井南町1〜5の各全部   |      |
| 貫井南町五丁目 |            | 1968年6月1日       | 貫井南町1〜5の各全部   |      |

### 住宅団地
- グリーンタウン小金井団地
- 都市再生機構小金井住宅団地 - 緑町 1960年 : 小金井都市計画事業(一団地の住宅施設)
- 東京都住宅供給公社小金井貫井住宅団地 - 昭和38年 : 小金井都市計画事業(一団地の住宅施設)
- 東京都住宅供給公社小金井本町住宅団地 - 昭和37年 : 小金井都市計画事業(一団地の住宅施設)

## 行政

### 歴代村長
- 渋谷清吉 1889年5月〜1891年6月
- 平井武左衛門 1891年6月〜1892年3月
- 小川慶次郎 1892年3月〜1892年10月
- 大沢百太郎 1892年11月〜1895年8月
- 鈴木兼三郎 1895年9月〜1899年9月
- 鴨下荘左衛門 1899年10月〜1900年8月
- 鈴木儀助1900年8月〜1901年4月
- 大久保善左衛門 1901年4月〜1905年4月
- 鴨下荘左衛門 1905年4月〜1909年4月
- 小川義三 1909年5月〜1913年5月
- 星野治亮 1913年5月〜1929年1月
- 平井武茂 1929年1月〜1937年2月

### 歴代町長
- 平井武茂1937年2月〜1942年1月
- 前田菊四郎 1942年1月〜1946年11月
- 小川精一 1947年5月〜1955年4月
- 鈴木誠一1955年5月〜1958年9月

### 歴代市長
- 白井亨（2022年11月27日就任）

| 代   | 氏名       | 就任年月日     | 退任年月日     | 備考                                     |
| ---- | ---------- | -------------- | -------------- | ---------------------------------------- |
| 初代 | 鈴木誠一   | 1958年10月1日  | 1967年4月30日  |                                          |
| 2代  | 関綾二郎   | 1967年5月1日   | 1971年4月30日  |                                          |
| 3代  | 永利友喜   | 1971年5月1日   | 1979年4月30日  |                                          |
| 4代  | 星野平壽   | 1979年5月1日   | 1981年5月8日   | 女性同伴出張問題で辞職                   |
| 5代  | 保立旻     | 1981年5月31日  | 1987年3月5日   | 老人入院見舞金支給条例をめぐる問題で辞職 |
| 6代  | 大久保慎七 | 1987年4月26日  | 1999年4月25日  |                                          |
| 7代  | 稲葉孝彦   | 1999年4月26日  | 2011年4月25日  |                                          |
| 8代  | 佐藤和雄   | 2011年4月27日  | 2011年11月12日 | ごみ処理施設をめぐる問題で辞職           |
| 9代  | 稲葉孝彦   | 2011年12月18日 | 2015年12月17日 |                                          |
| 10代 | 西岡真一郎 | 2015年12月18日 | 2022年10月14日 | 保育園廃園をめぐる問題で辞職             |
| 11代 | 白井亨     | 2022年11月27日 | 現職           |                                          |

### 政策・施策
地下水保全 「小金井市の地下水及び湧水を保全する条例」と「小金井市雨水浸透施設等設置助成金交付要綱」を定めている。「東京の名湧水」となっている湧水を守る。

### 広域行政
- 西東京・武蔵野・三鷹および小金井市の4市で公共施設の共同利用を行っている。
- 東京都六市競艇事業組合 - 八王子・昭島・武蔵野・町田・調布および小金井市の6市で江戸川競艇を開催している。
- 東京都十一市競輪事業組合 - 八王子・武蔵野・青梅・昭島・調布・町田・小平・日野・東村山、国分寺および小金井市の11市で京王閣競輪を開催している。
- 昭和病院組合 - 清瀬・小平・西東京・東久留米・東村山・東大和および小金井市により組織され、公立昭和病院を運営している。
- ゴミ処理の項も参照。

### 自治体交流
- 友好都市
  - 三宅村（東京都）- 1978年に締結。幕末の侠客・小金井小次郎が流刑先の三宅島で井戸を掘って島民に慕われたのが縁。近年の島民避難では、小金井市から支援を行っている。

### 財政
- かつて経常収支比率は、1996年度に111.4%で、民間会社の調べで、市としては日本最悪とされた。現在（2005年度）では91.2%と回復しているが、依然油断を許さない状況である。
- 1960年代半ばに建設された市役所は老朽化・狭隘化が著しく、昭和末期より改築や移転が度々議論されてきた。平成初頭に、将来的に移転が決まっていた蛇の目ミシン工業小金井工場の用地を買収、新庁舎の整備が完了するまでの10年間、市役所近くの民間のビルをリースし「第二庁舎」として一部機能を置くこととした。しかし、年2億円の賃料に加え、バブル経済の崩壊による財政の悪化により新庁舎建設の基金が底をついてしまったため、結果的に現在に至るまで「第二庁舎」の利用を続けている。なお、この建物は「小金井大久保ビル」といい、大久保慎七元市長の親族が所有している。
- 2000年には"小金井市政と未来を語る会"が職員給与削減7%を求めて条例制定の直接請求を起こしたが、議会はこれを否決した。当時市職員の過半数が50歳以上であったため、人件費比率が高かった。
- 退職職員の退職金を賄えず、市債を発行して調達している。

## 行政機関

### 警察・消防
- 警視庁
  - 小金井警察署 - 小金井市・国分寺市の全域を管轄する。
  - 府中運転免許試験場 - 敷地のうち府中市以外に西部分は小金井市に跨っている。
- 東京消防庁
  - 小金井消防署（本町6丁目6-1）救急隊1
  - 緑町出張所（緑町2丁目2-42）特別消火中隊・救急隊1

### ゴミ処理

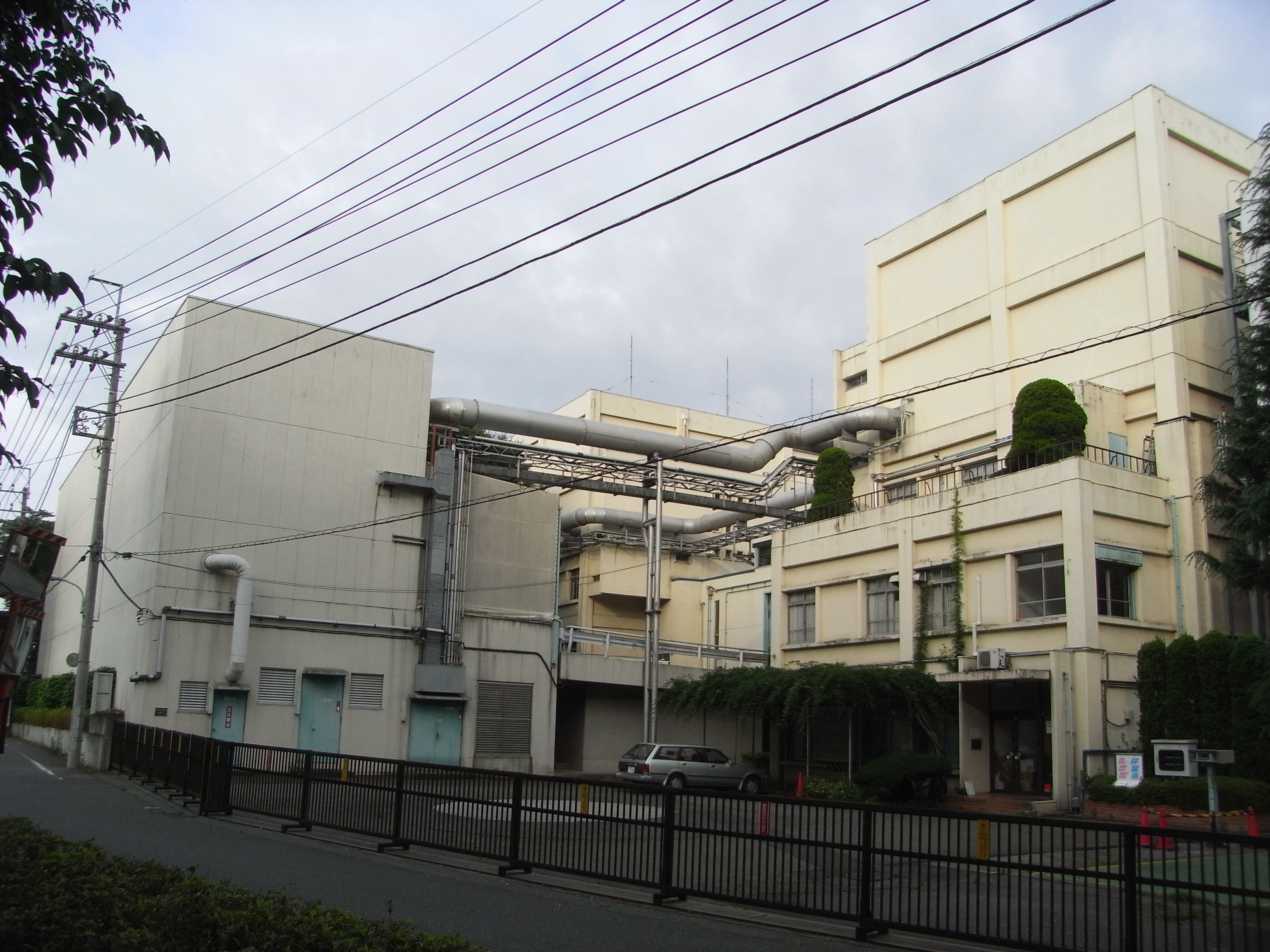
二枚橋衛生組合（2010年3月31日閉鎖）

#### 有料化・減量化
2005年8月1日から家庭ゴミの回収が有料化。また、同年7月から順次ゴミ収集所が廃止され、原則として各戸別に回収となる。ゴミ袋は40リットル入りゴミ袋10枚で800円。実施当初と変わって、2012年現在では周辺自治体やゴミ引受先自治体でも同程度の価格の指定ゴミ袋を販売している自治体が多い（武蔵野市、西東京市、府中市は同額。三鷹市は40L10枚で750円）。
生ゴミの堆肥化・肥料化を推進、生ゴミ処理機の購入に対する補助金を積極的に継続して実施。堆肥化促進剤の無料配布も実施。また保育園・小中学校の給食等で出る生ゴミを生ゴミ処理機で回収し、肥料化した上で市内の農家に配布する試みもなされている。夏休みなどの長期休暇中は一般家庭から小学校への生ゴミ持参による回収も行われている。
めずらしいケースとしては2010年より乾燥生ごみ処理済みのごみを資源ゴミとして、希望者へ専用容器を事前に配布し、戸別回収を実施している。
最終処分場には日の出町にある「二ツ塚廃棄物広域処分場」を利用。処分場の設置者は「東京たま広域資源循環組合」（略称「循環組合」）で、多摩地域の多くの自治体が加盟。

#### 旧二枚橋清掃工場の閉鎖
以前は「二枚橋衛生組合」に参加し、その施設でゴミを処理していた。組合は小金井市、府中市、調布市で構成され、3市の境界にある「二枚橋清掃工場」を運営していた。しかし、施設の老朽化が著しく進んだことから建て替えが検討されたが、小金井市民の反対運動が起こるなど実現が不可能な事が判明、2007年3月31日にすべての焼却炉が停止された。2010年3月に組合が解散された。
府中市、調布市は停止計画に沿って事前に対応策を策定し、それぞれ別途他市と構成し直したが、小金井市の対応策は一向にすすむ事が無く小金井ごみ問題が浮上してくる。

#### 市内ごみ焼却場建設反対運動と二枚橋清掃工場跡地へのごみ焼却場建設計画
かつて武蔵小金井駅そばの蛇の目ミシン工業小金井工場跡地を新清掃工場の有力候補地としていたが、小金井市民の反対運動により断念し、二枚橋清掃工場跡地にゴミ処理施設を建設することを決めた。しかし、二枚橋清掃工場跡地は、調布市と府中市の市有地であり、そもそも市有地管理の両市の同意を得ずに決定した計画であるため、調布市は拒否している。そのため予定表を作成できず2006年10月1日、無期限でごみ非常事態宣言を出した。

#### 緊急措置
二枚橋衛生組合解散後はゴミ焼却施設組合に参加していなかったため、他市の厚意を受けていた。焼却炉停止後は、暫定処置として、隣接の国分寺市と協定を結んだ。内容は二枚橋清掃工場停止後、新ごみ処理施設の計画を策定することを前提に、国分寺市が運営するごみ処理場で焼却処分を受け入れてもらえることとなった。但し、全体の3割分のみの受け入れであり、残り7割はたくさんの他組合に処理を依頼していた。2010年度は、稲城市・狛江市・府中市・国立市で構成される多摩川衛生組合に7500トン、日野市に2400トン、昭島市に2000トン、八王子市に1500トンを、それぞれ処理してもらっていた。また、西東京市・東久留米市・清瀬市共同運営の柳泉園組合の清掃工場にも受け入れを交渉したが、東久留米市議会が小金井市の計画の甘さを指摘して受け入れに難色を示す意見書を発表した。

#### 市長発言と回収不能の恐れ
2011年4月に稲葉市長による上記の措置に対して、周辺自治体へのごみ委託処理費用の増額分を「無駄遣い」と選挙戦で攻撃していた佐藤和雄が、新市長に当選。しかし選挙戦でのこの発言がかえって小金井市のごみを受け入れていた周辺自治体の反発を招いてしまう。市長選挙前に多摩川衛生組合が受け入れを決めていた平成23年度の搬出枠8000トンを超える約5500トンのゴミについて、新たな搬出受入先が決まらず回収不能のおそれが生じる事態となった。佐藤市長は6月の市議会で、発言について「不適切であった」と陳謝したほか、周辺自治体に「おわび行脚」をしていたが2011年11月1日、「事態打開のため」として辞意を表明。佐藤市長は同月12日に辞職。
同年12月18日の市長選挙で改めてこの問題が争点となり、名指しこそしないものの他候補を痛烈に批判しあうネガティブキャンペーンも含めた1週間の熾烈な選挙戦を経て、「二枚橋焼却場建設」を基本的に維持する考えを示した稲葉元市長が返り咲き当選、再び市長に就任。選挙期間中近隣9市2町の首長が稲葉を応援するために訪れ「稲葉氏は友人である。友人の頼みならば受け入れる」「稲葉氏が市長を務めなければ、ゴミ問題は解決しない」という応援演説をおこない、緊密な結びつきをアピールしていた。全国紙に取り上げられるほど有名になったゴミ問題であるが、有権者の選挙に対する関心は低く投票率は43.27％と4月選挙（46.16％）を下回った。
2012年4月、小金井市は二枚橋焼却場跡地でのごみ共同処理を断念した事を国分寺市に通知した。2012年2月に、調布市が二枚橋焼却場跡地の自己所有分を不燃物ごみ分別処理施設等に利用する事を決定、小金井市長に伝えていた。これは、同地での処理場建設が事実上困難となることが確定的になったためと見られている。これに対し小金井市は、処理場建設地の再検討はしない意向を示し、他の自治体の一部事務組合への加入を模索することとなる。
平成26年度時点では、小金井市は、府中市・稲城市・狛江市・国立市で構成される多摩川衛生組合、青梅市・福生市・羽村市・瑞穂町で構成される西多摩衛生組合、国分寺市、昭島市などに可燃ごみ処理を依頼していた。

#### 3市による広域処理へ

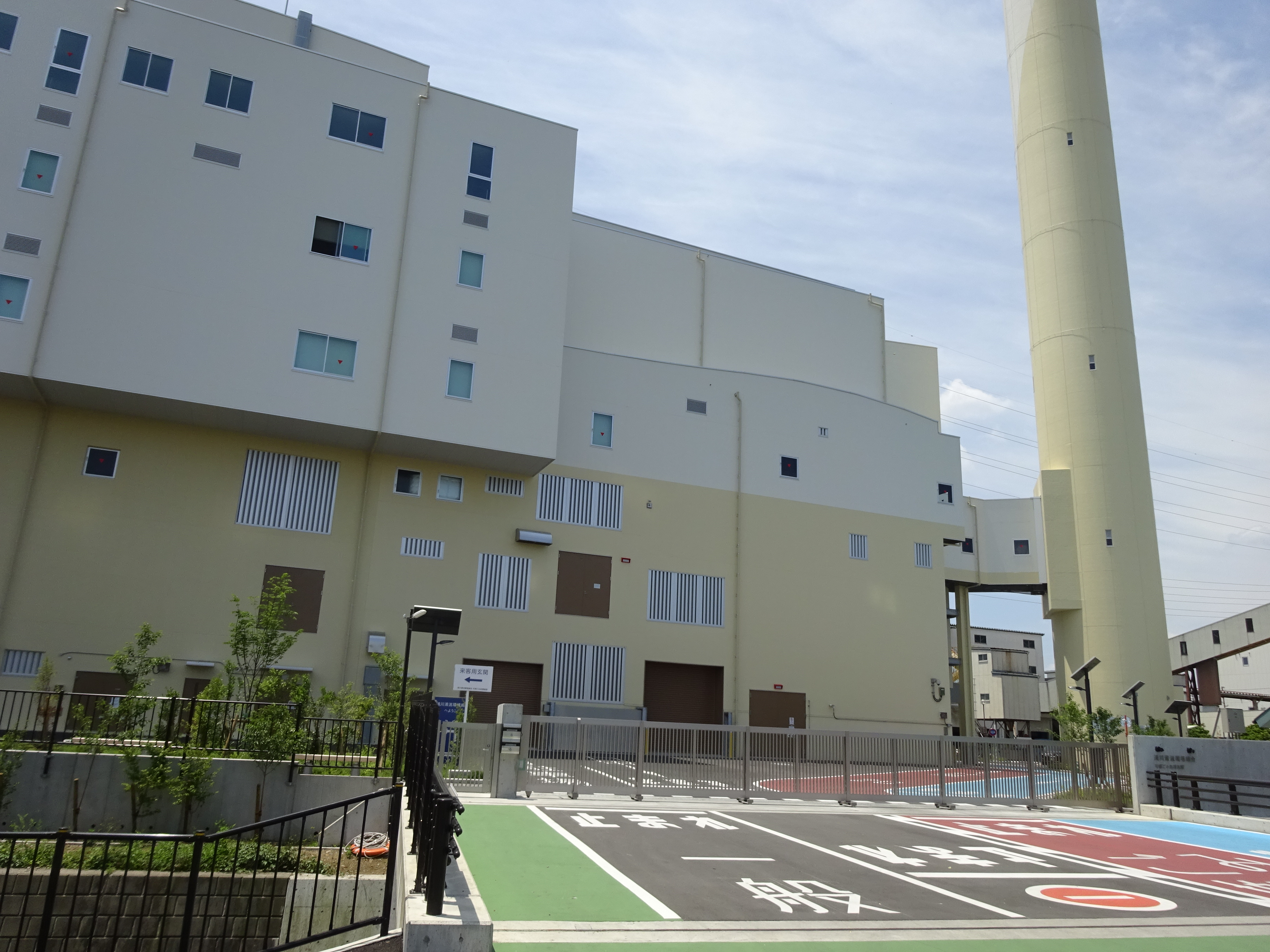
浅川清流環境組合可燃ごみ処理施設（日野市）

2015年7月1日、小金井市、日野市、国分寺市間で、平成31年度を目処に日野市石田一丁目に可燃ごみ処理施設を建設・稼動し、運営することを目的とした一部事務組合、「浅川清流環境組合」を設立した（管理者は日野市長、他の2市長は副管理者）。
2020年4月1日、浅川清流環境組合により日野市石田一丁目に建設が進められてきた「浅川清流環境組合可燃ごみ処理施設」が本格稼働を開始。

## 議会

### 東京都議会
2021年東京都議会議員選挙
- 選挙区：小金井市選挙区
- 定数：1人
- 任期：2021年7月23日 - 2025年7月22日
- 投票日：2021年7月4日
- 当日有権者数：102,093人
- 投票率：41.26％

| 候補者名 | 当落 | 年齢 | 所属党派           | 新旧別 | 得票数   |
| -------- | ---- | ---- | ------------------ | ------ | -------- |
| 漢人明子 | 当   | 61   | 無所属             | 新     | 18,789票 |
| 広瀬真木 | 落   | 39   | 自由民主党         | 新     | 14,097票 |
| 辻野栄作 | 落   | 52   | 都民ファーストの会 | 現     | 8,502票  |

2017年東京都議会議員選挙
- 選挙区：小金井市選挙区
- 定数：1人
- 投票日：2017年7月2日
- 当日有権者数：98,627人
- 投票率：48.46％

| 候補者名 | 当落 | 年齢 | 所属党派           | 新旧別 | 得票数   |
| -------- | ---- | ---- | ------------------ | ------ | -------- |
| 辻野栄作 | 当   | 48   | 都民ファーストの会 | 新     | 16,039票 |
| 漢人明子 | 落   | 57   | 無所属             | 新     | 13,531票 |
| 広瀬真木 | 落   | 35   | 自由民主党         | 新     | 11,293票 |
| 朝倉法明 | 落   | 58   | 無所属             | 新     | 4,879票  |
| 内古閑宏 | 落   | 53   | 無所属             | 新     | 1,242票  |

### 衆議院
- 選挙区：東京18区 （武蔵野市、小金井市、西東京市）
- 任期：2024年10月27日 - 2028年10月26日
- 投票日：2024年10月27日
- 当日有権者数：399,175人
- 投票率：60.13％

| 当落 | 候補者名   | 年齢 | 所属党派   | 新旧別 | 得票数   | 重複 |
| ---- | ---------- | ---- | ---------- | ------ | -------- | ---- |
| 当   | 福田かおる | 39   | 自由民主党 | 新     | 99,002票 | ○    |
| 比当 | 松下玲子   | 54   | 立憲民主党 | 新     | 96,820票 | ○    |
|      | 徳永由紀子 | 47   | 参政党     | 新     | 19,496票 |      |
|      | 樋口亮     | 37   | 日本共産党 | 新     | 18,512票 |      |

## 国・都の施設
- 国立研究開発法人情報通信研究機構 小金井本部
  - 旧・郵政省通信総合研究所。2004年4月、独立行政法人通信総合研究所と認可法人通信・放送機構の統合により現在の名称となる。日本標準時を提供するための原子時計が設置されている。

## 産業

### 農業
- 東京都植木農業協同組合
- 東京むさし農業協同組合
- 主な産物
  - 植木苗木、トマト、ナス、ダイコン、ウド、ルバーブ（小金井公園内「パークス」店舗にてルバーブジャムの販売あり）

### 企業
- エム・エス・シー - アニメ制作会社
- ガイナ - アニメ制作会社
- SynergySP - アニメ制作会社
- スタジオジブリ - アニメ制作会社。『天空の城ラピュタ』、『もののけ姫』、『千と千尋の神隠し』などの作品で知られる。宮崎駿監督は、市のキャラクター「こきんちゃん」、市内の江戸東京たてもの園のシンボルキャラクター「えどまる」をデザインしている。また、直接の関連は不明ながら『崖の上のポニョ』で主人公宗介の父親の乗船が「小金井丸」であった。『借りぐらしのアリエッティ』では舞台が小金井市であると言明されている。 『耳をすませば』の主人公の月島雫が通う中学校は市内の小金井市立小金井第一中学校をモデルにしている。
- ゼクシズ - アニメ制作会社
- Twilight Studio - アニメ制作会社
- フィール - アニメ制作会社
- コガネイ - 自動化部品製作会社

## 教育

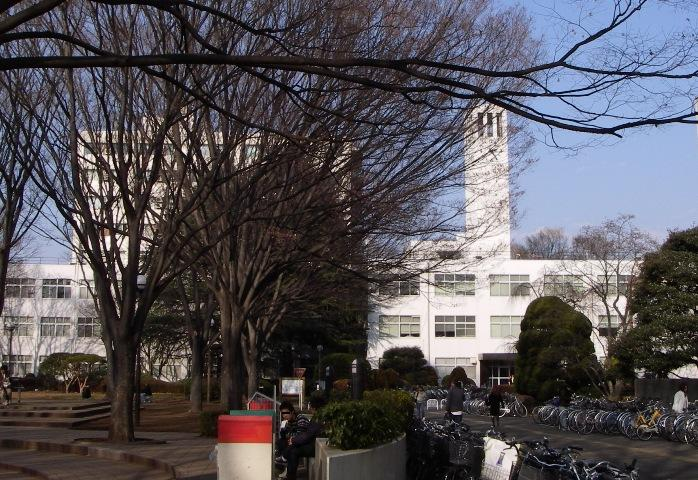
東京学芸大学

公立学校の児童生徒の学力は、比較的レベルが高いとされている。毎年実施されている小中学校における東京都学力テストでは、中学校が第1回において1位になったほか、おおむね上位につけている。
付属校・併設校は上位の学校の項に記す。

### 幼稚園
国立
- 東京学芸大学附属幼稚園小金井園舎

### 小学校
国立
- 東京学芸大学附属小金井小学校

公立
- 小金井市立小金井第一小学校
- 小金井市立小金井第二小学校
- 小金井市立小金井第三小学校
- 小金井市立小金井第四小学校
- 小金井市立東小学校
- 小金井市立前原小学校
- 小金井市立本町小学校
- 小金井市立緑小学校
- 小金井市立南小学校

### 中学校
国立
- 東京学芸大学附属小金井中学校

公立
- 小金井市立小金井第一中学校
- 小金井市立小金井第二中学校
- 小金井市立東中学校
- 小金井市立緑中学校
- 小金井市立南中学校

私立
- 武蔵野東中学校

### 高等学校
公立
- 東京都立多摩科学技術高等学校
- 東京都立小金井工科高等学校
- 東京都立小金井北高等学校

私立
- 中央大学附属中学校・高等学校
- 国際基督教大学高等学校
- 東京電機大学中学校・高等学校

### 大学
国立
- 東京農工大学 小金井キャンパス
- 東京学芸大学

私立
- 法政大学 小金井キャンパス

### 特別支援学校
都立
- 東京都立小金井特別支援学校

## 交通

### 鉄道

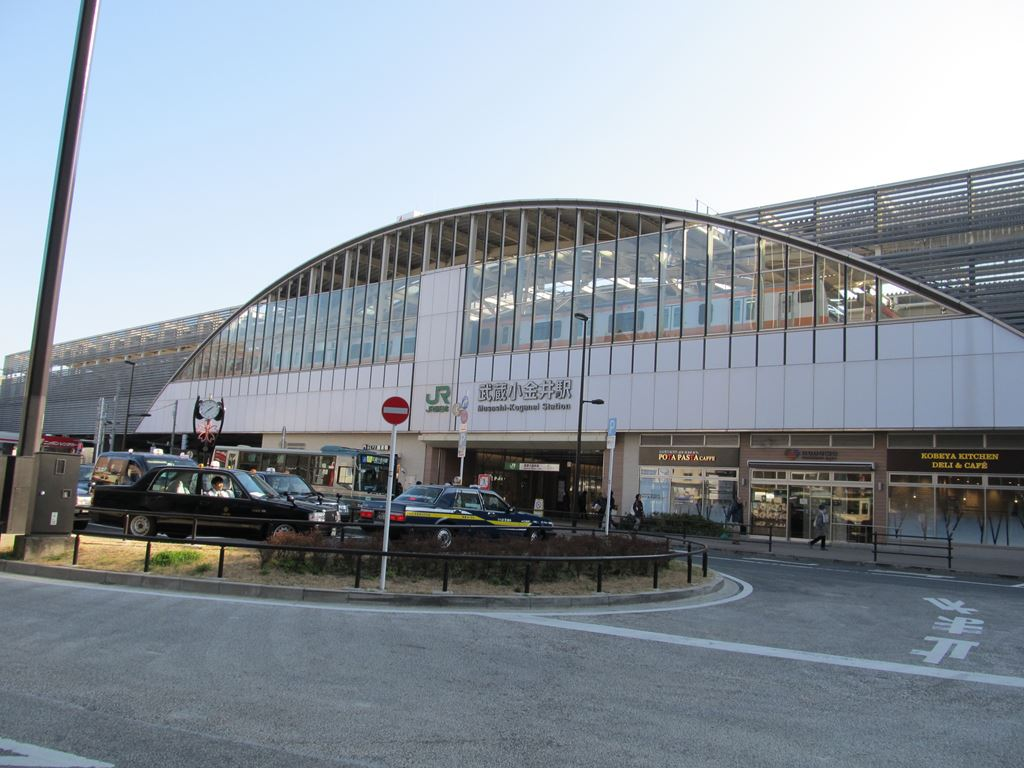
武蔵小金井駅北口

- JR東日本
  - 中央本線（中央線快速） - 武蔵小金井駅、東小金井駅
- 西武鉄道
  - 多摩川線 - 新小金井駅

花小金井駅は隣接する小平市に所在する。また、小金井駅は栃木県下野市にある。
なお、2003年から2009年まで実施されたJR中央線連続立体交差事業（高架化工事）により、「開かずの踏切」が解消されている。

### バス路線

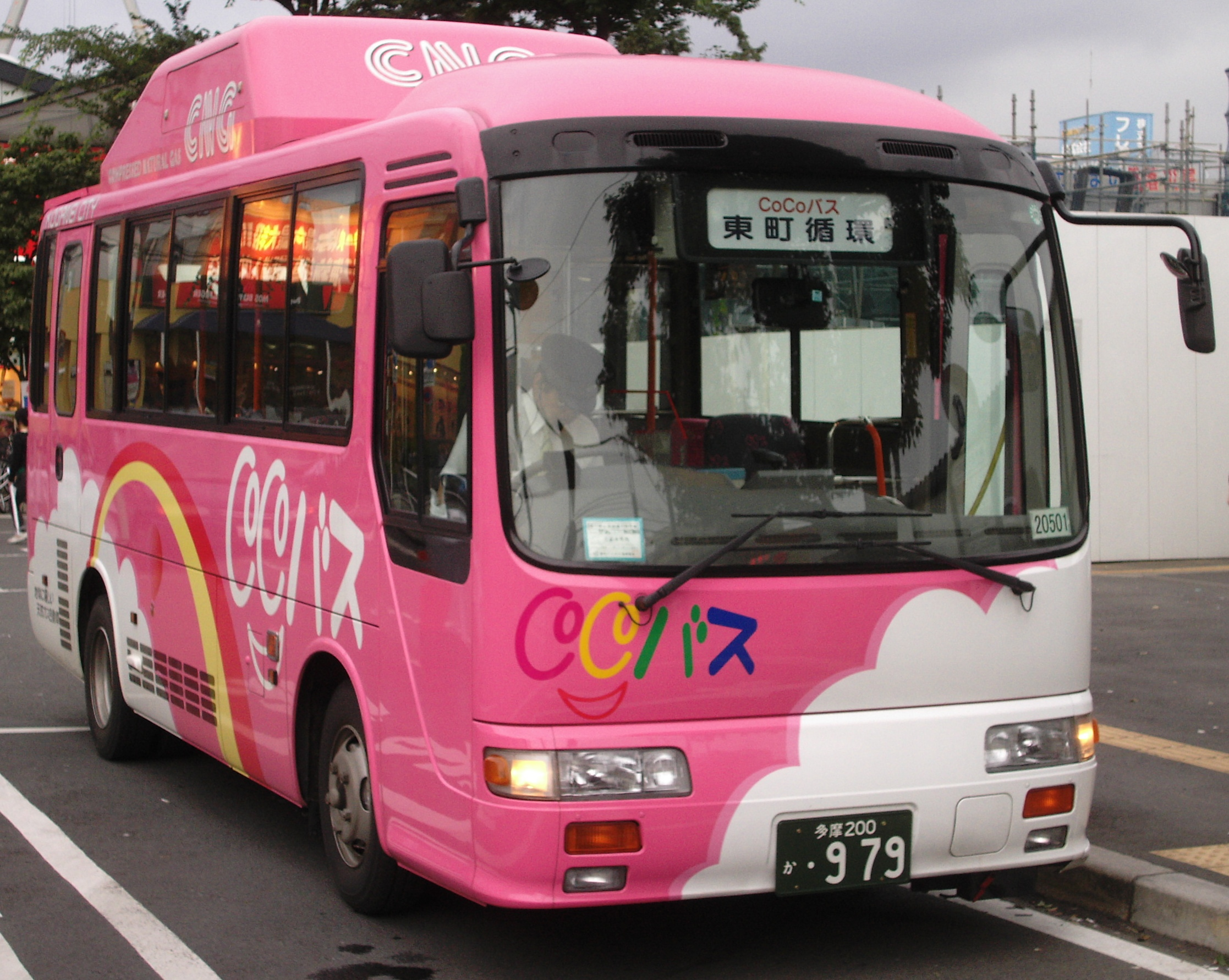
CoCoバス

- 小金井市コミュニティバスとして、CoCoバス・CoCoバスミニを運行している。詳細は当該記事を参照。
- 京王電鉄バス・京王バス - 市内に小金井営業所（京王電鉄バス）と府中営業所小金井支所（京王バス）がある。路線は小平市や国分寺市、三鷹市、武蔵野市、府中市にも乗り入れている。詳細は当該記事を参照。
- 銀河鉄道 - 小平駅と国分寺駅を結ぶ路線が市内を経由する。
- 西武バス - 武蔵小金井駅北口から多数の路線が発着する。同駅から北上し小平市・東久留米市・清瀬市へ運行。
- 小田急バス - 市内に武蔵境営業所の第二車庫（操車所）にあたる新小金井車庫がある。三鷹駅と武蔵小金井駅、三鷹駅・武蔵境駅と新小金井駅を結ぶ路線、ムーバスの境・東小金井線を担当。
- 関東バス - 三鷹駅と武蔵小金井駅を結ぶ路線などを担当。
- 国分寺市コミュニティバス「ぶんバス」 - 東元町ルートの一部区間が当市内を通る。

### 道路
- 高速道路
  - 市内に高速道路は通っていないが、府中市の稲城インターチェンジ（中央自動車道）が近い。
- 東西方向
  - 五日市街道 - 都道7号。市の北部を玉川上水に沿って走る。
  - 北大通り - 五日市街道と中央線の間を通る。沿道に東京学芸大学、都立小金井北高校などがある。
  - 都道136号 - 武蔵小金井駅北口から西進し、連雀通りまで至る道路。
  - 連雀通り - 都道134号。市の南部を走り、西部で中央線と交差する。
  - 東八道路 - 都道14号。市の南端を通過し、多磨霊園の北側を走る。
- 南北方向
  - 小金井街道 - 都道15号。府中市の大國魂神社東端から小平市の花小金井駅を通り清瀬市の清瀬駅方面に通じる道路。武蔵小金井駅の東側で中央線と交差する。
  - 新小金井街道 - 都道248号。府中市から清瀬市に通じる道路。市の南西端で上記小金井街道と交差し、貫井地区を縦貫する片側1車線の道路ではあるが、中央線をアンダーパスで越えるための重要道路。都道136号との交差点と五日市街道との交差点との間はラーメン屋が多いため、俗にラーメン街道ともいわれている。
  - 東大通り - 都道247号。東小金井駅の西側を通る。
  - 都道133号 - 小平市と国分寺市に挟まれた貫井北町のオリンピック付近を掠めるだけで、小金井市の部分は100m未満。

## 地域放送
- ケーブルテレビ　ジェイコム東京（J:COMグループの東京支部）

## 名所・旧跡・観光・文化芸術・音楽・マスコットキャラクター

### 公園
- 小金井公園 - 小平市にもまたがり西東京市に隣接する都営の公園
- 野川公園 - 三鷹市、調布市と本市にまたがる。
- 多磨霊園 - 府中市に属すが一部本市にもまたがる都営の霊園。
- 武蔵野公園 - 府中市にもまたがる都営の公園。
- 栗山公園
- 上水公園（小金井市立上水公園運動施設）  - 市立第二小学校・市立第一中学校と隣接する運動施設（運動公園）

### 神社・寺

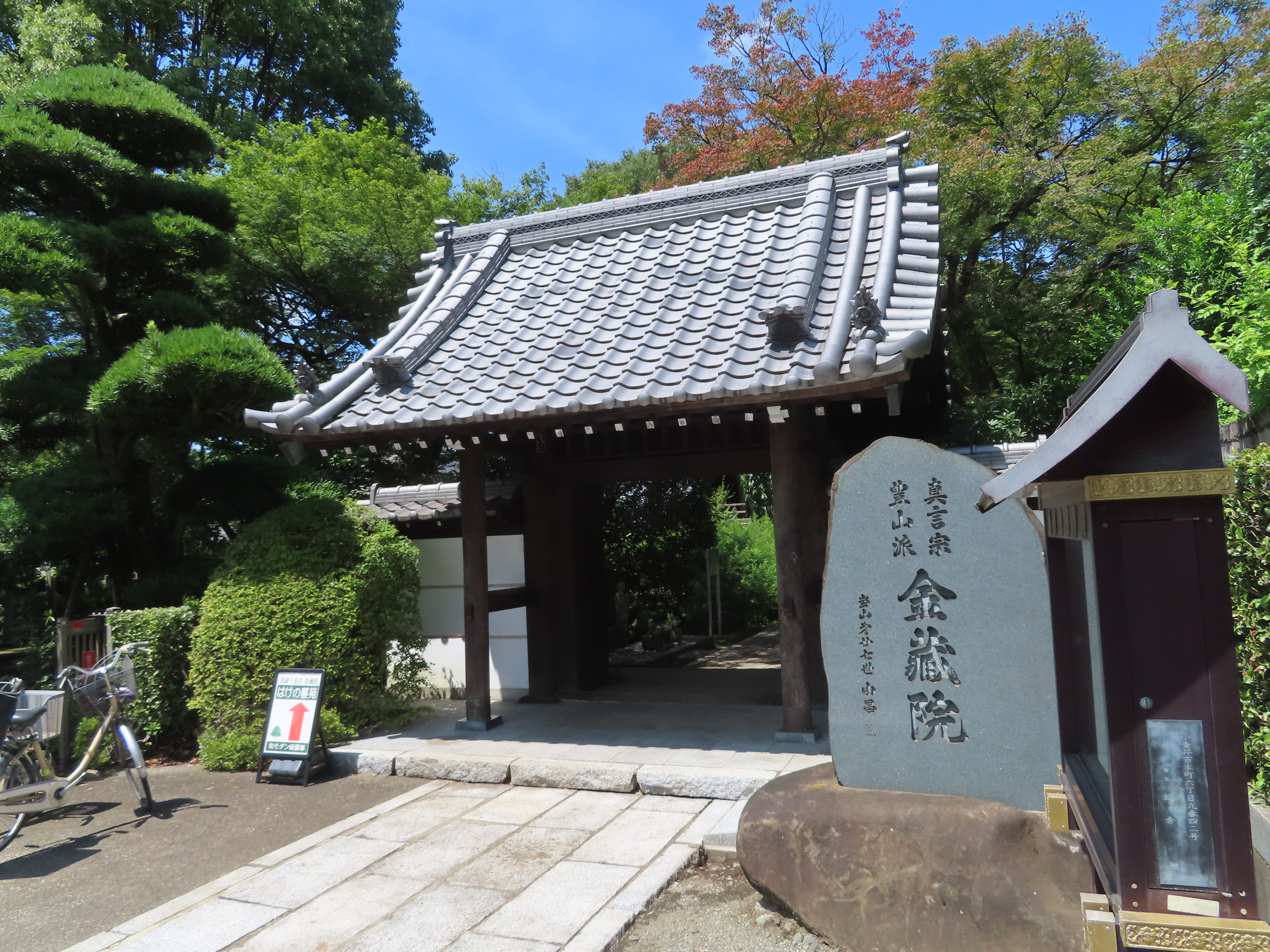
金蔵院

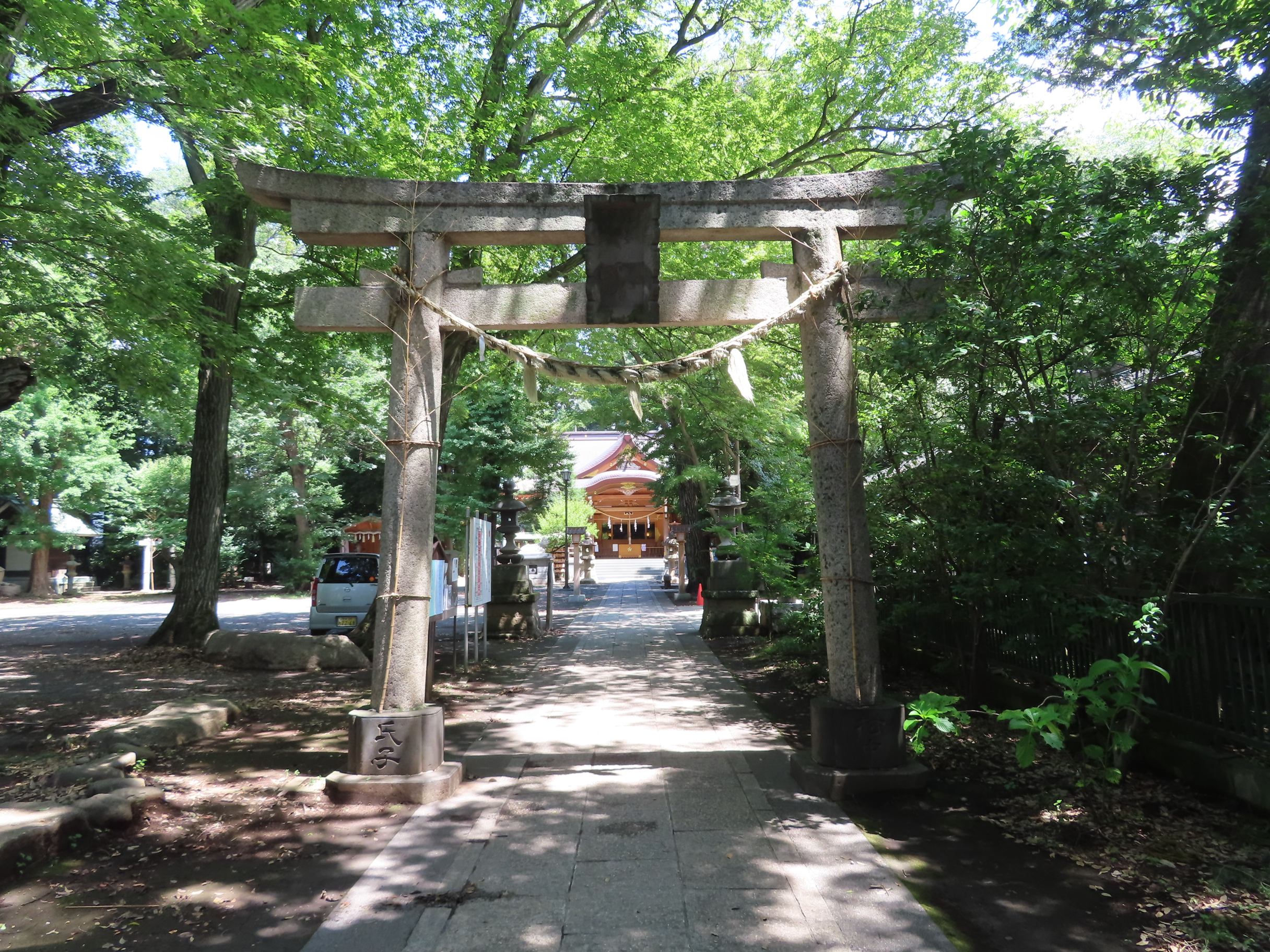
小金井神社

- 三光院
- 金蔵院
- 真蔵院
- 西念寺
- 小金井神社
- 八重垣稲荷神社
- 北関野八幡神社
- 山守神社
- 市杵島神社
- 関野天神社
- 笠森稲荷神社
- 日枝神社
- 八幡神社
- 是政稲荷神社
- 上宮大澤神社
- 貫井神社
- 稲荷神社
- 神明宮
- 稲穂神社

### 名所・旧跡

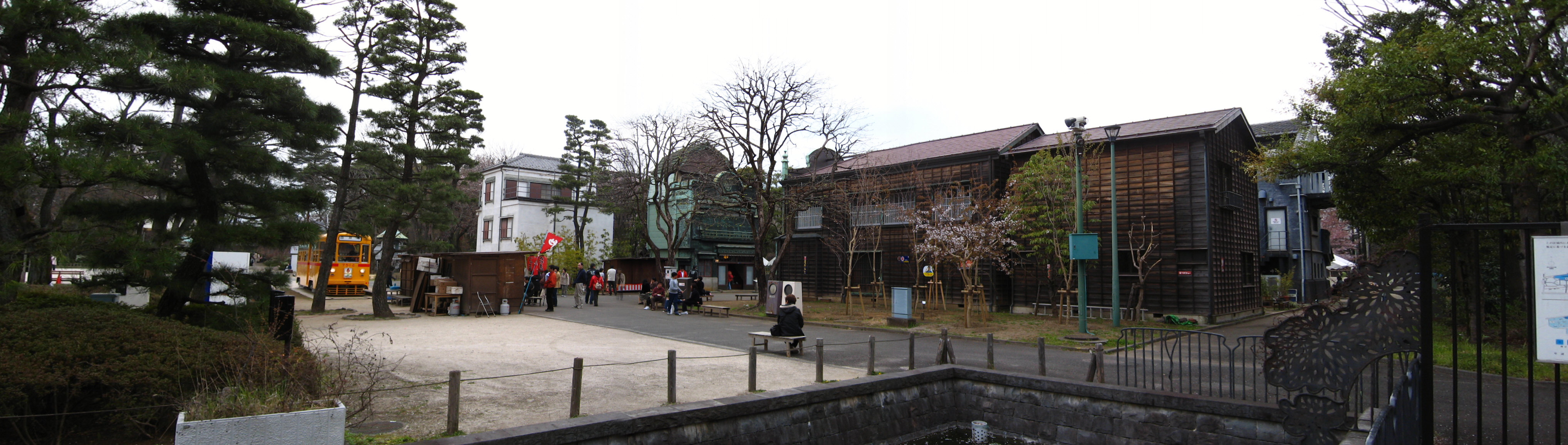
江戸東京たてもの園

- 江戸東京博物館分館江戸東京たてもの園 - 小金井公園内にある。
- 滄浪泉園（そうろうせんえん） - 敷地面積約1万2千平方メートル。園内には自然林と湧水池がある。
- 金井原古戦場跡 - 正平七年（1352年）の 新田義興と鎌倉公方足利基氏方との間での戦いを記録した板碑がある。

### 文化財・遺跡

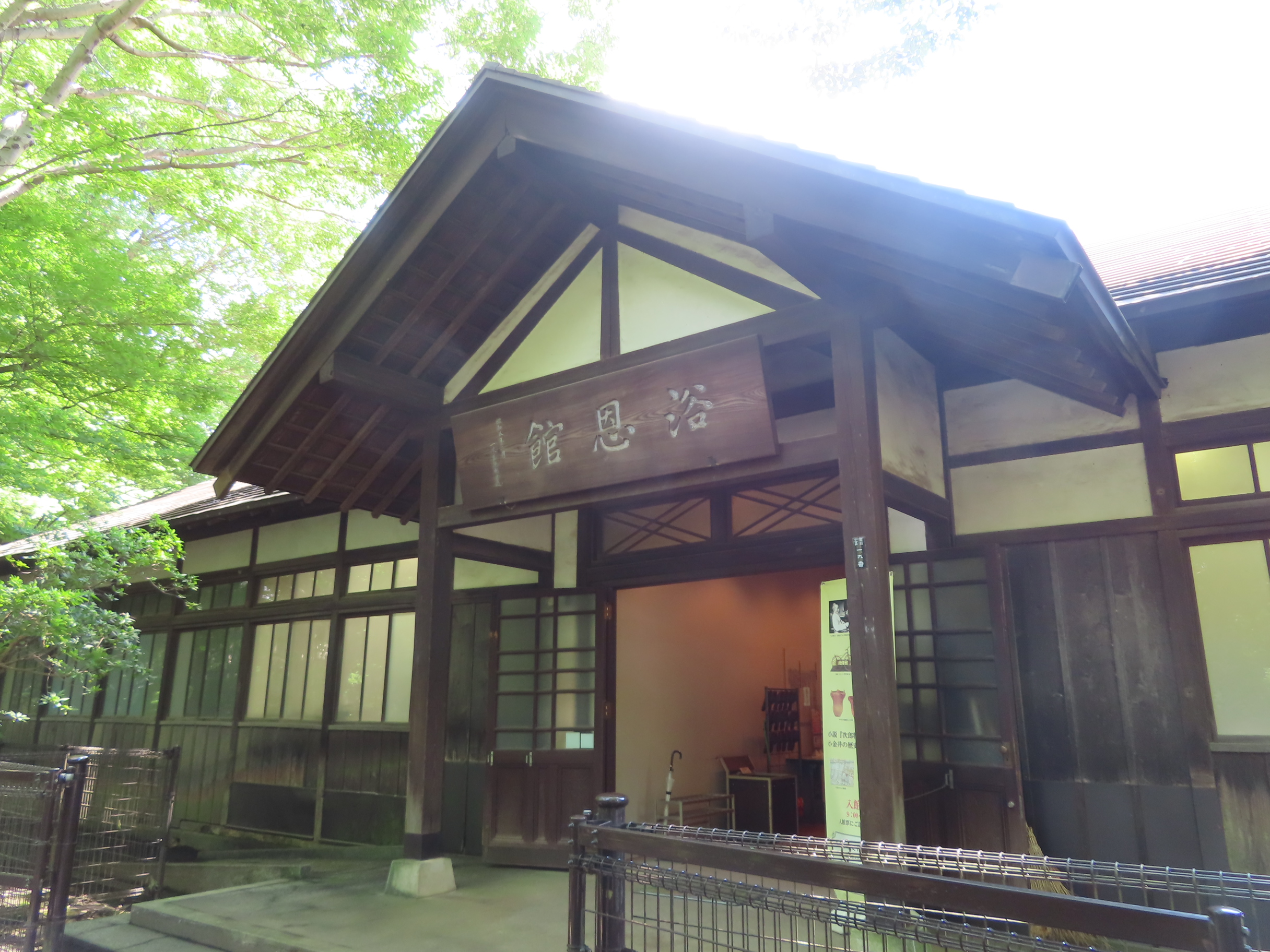
浴恩館

- 小金井市文化財センター - 浴恩館公園内にあり、市内の文化財が展示されている。
- 貫井遺跡 - 縄文時代の集落遺跡
- はけうえ遺跡 -後期旧石器時代～縄文時代
- 西之台遺跡 - 後期旧石器時代～縄文時代
- 中山谷遺跡 - 縄文時代の集落遺跡
- 貫井南遺跡 - 縄文時代の集落遺跡
- 前原遺跡 - 後期旧石器時代～縄文時代、
- 野川中洲北遺跡 - 後期旧石器時代～縄文時代、古代～近世
- 武蔵野公園低湿地遺跡 - 後期旧石器時代～縄文時代、古墳時代、中世
- 前原横穴墓 - 古墳時代
- 中丸首塚伝承地 - 中世、金井原合戦との関連が伝えられる

### 祭・イベント
- 小金井桜まつり（3月下旬または4月上旬）
- 小金井阿波踊り（7月下旬）
- 小金井平和盆踊り（8月）
- 小金井薪能（8月）
- わんぱく夏まつり（8月）
- お月見のつどい（9月）
- 小金井市民まつり（10 - 11月）

### 図書館
- 小金井市立図書館（本館）

#### 分室等
- 緑分室
- 東分室
- 貫井北分室
- 西之台図書室

### 公民館
本館（旧福祉会館内）は閉館しており、機能を本町分館に移転している。
- 本館（2016/3/31に閉館）
- 本町分館
- 緑分館
- 東分館
- 貫井南分館
- 貫井北分館

※他に多数の会館がある。

### ホール
- 小金井 宮地楽器ホール（小金井市民交流センター）

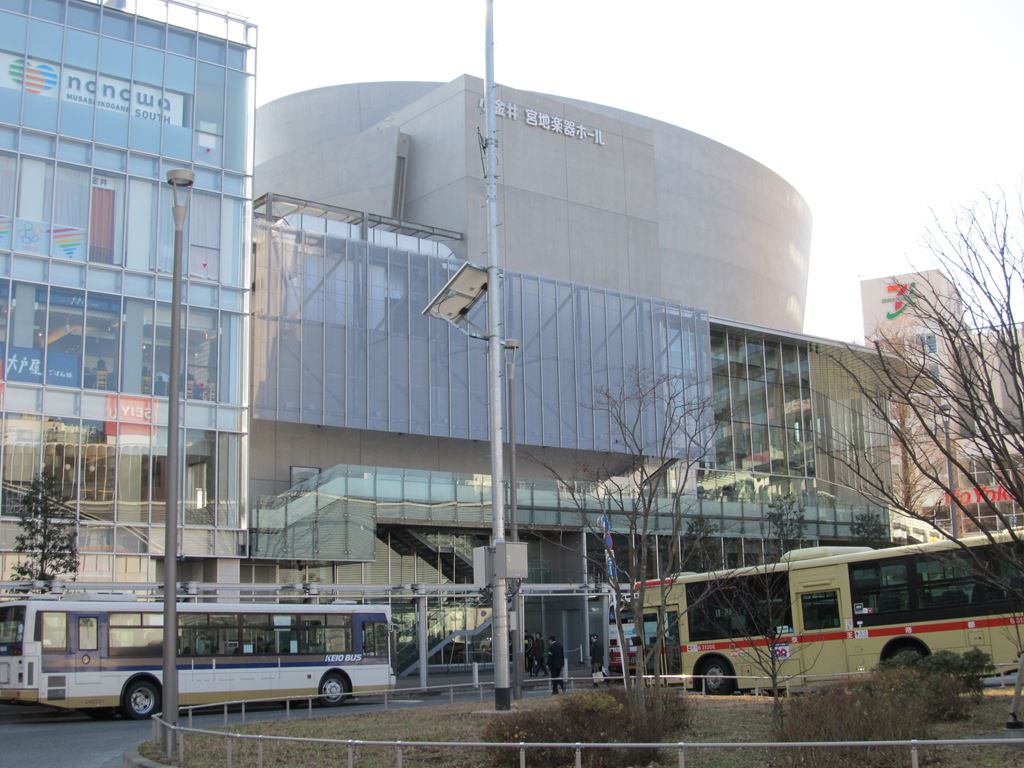
小金井 宮地楽器ホール

### 文化
- はけの森美術館
- 小金井アートフル・アクション - シャトー小金井2階に入居

### スポーツ・レジャー施設

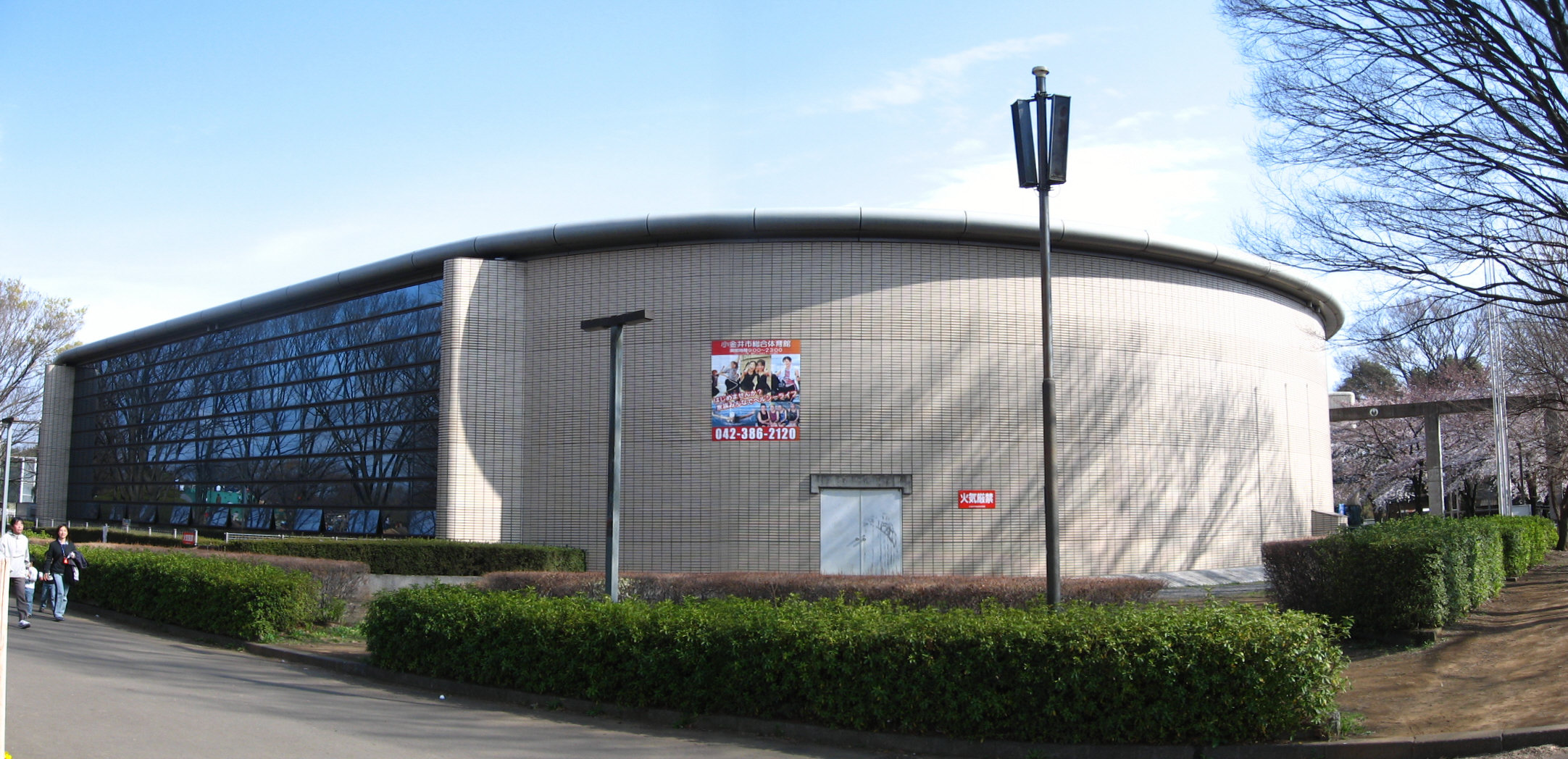
小金井市総合体育館

- 小金井市総合体育館 - 小金井公園内にある。
- 小金井カントリー倶楽部は、名称は小金井とあるが所在地は小金井市内ではなく、小平市に位置する。

### マスコットキャラクター
『こきんちゃん』 - 小金井市が2008年で市制施行50周年となることを記念し制作された。キャラクターデザインを手掛けたのはスタジオジブリのアニメ監督である宮崎駿で、スタジオジブリが小金井市にあり宮崎が同市の名誉市民となっていることが縁で実現した。名前は公募で決定された。

### その他
- 至楽荘[注 1]
- 小金井市立清里山荘[注 2]

## ゆかりの人物
特筆しない限り、出身者を表す。

### 文化
- 安野光雅 - 画家。在住（※2020年没）。
- かわぐちかいじ - 漫画家。在住。
- 串田孫一 - 詩人。在住（※2005年没）。
- 古賀亮一 - 漫画家。在住。
- 実松譲 - 著作家。在住（※1996年没）。
- 佐渡川準 - 漫画家。在住（※2013年没）
- 田家大知 - 音楽プロデューサー、作詞家、作曲家、映像作家、音楽ライター
- 武富健治 - 漫画家。在住。
- 林望 - 作家、随筆家。在住。
- 深田晃司 - 映画監督。
- 星野哲郎 - 作詞家。在住（※2010年没）小金井名誉市民。
- 宮崎駿 - アニメ映画監督、小金井名誉市民。
- Mozu - ミニチュアアーティスト。
- 渡辺和博 - 漫画家。在住（※2007年没）。

### 芸能
- 生稲晃子 - タレント、参議院議員
- 遠藤真理子 - 女優
- 串田和美 - 俳優。演出家。串田孫一の子。
- 楠瀬誠志郎 - シンガーソングライター。ボイストレーナー。
- 中山美穂 - 女優、歌手
- 中山忍 - 女優。姉の美穂とは異なり出身は東久留米市。
- YOU - タレント
- 麦人 - 俳優。声優。在住。
- 友寄蓮 - 女優
- コシミハル - シンガーソングライター
- 松尾賛之（Everly） - シンガーソングライター、バイオリニスト
- 松尾悟郎（Everly） - ピアノニスト

### スポーツ選手
- 風戸大智 - プロレスラー
- 金田和也 - 競泳選手
- GENTARO - プロレスラー
- 島田麻央 - 女子フィギュアスケート選手
- 小金富士岳士 - 元大相撲力士
- 高橋国光 - レーシングドライバー
- 寺本進 - セパタクロー元選手。亜細亜大学在職。在住。
- 星野信幸 - 元中央競馬騎手。
- 三浦莉奈 - 新体操選手。在住。
- 茂木栄五郎 - プロ野球選手（東北楽天ゴールデンイーグルス→東京ヤクルトスワローズ）
- 山本恵大 - プロ野球選手（福岡ソフトバンクホークス）

### 放送
- 木村郁美 - 元TBSアナウンサー
- 清水大輔 - TBSアナウンサー
- 和田政宗 - 元NHKアナウンサー、政治家、自由民主党所属参議院議員
- 東柊 - 元中京テレビアナウンサー、元同局報道記者、参議院議員秘書

### その他
- 阿部裕行 - 多摩市長
- 石川昌浩 - ガラス工芸作家
- 大村芳昭 - 中央学院大学 教授・学長
- キン・シオタニ - イラストレーター。元在住者
- 鈴木嘉和 - 「風船おじさん」として一時有名になったピアノ調律師
- 長林道生 - メルシャン社長
- 山川義介 - 連続起業家

## 観光大使
2015年12月、次の12人と1グループに委嘱した。
- 青木沙和 - 仁川アジア大会セパタクロー日本代表
- Everly - ミュージシャン
- 金田和也 - ロンドンオリンピック競泳日本代表
- キン・シオタニ - イラストレーター・詩人
- 栗原ゆう - バレエダンサー
- 黒田哲平 - ピアニスト
- 古畑篤郎 - ロンドンパラリンピック陸上競技日本代表
- 寺本進 - 仁川アジア大会セパタクロー日本代表
- 林望 - 作家・国文学者
- 深田晃司 - 映画監督
- 福田奈奈子 - 和紙絵画・押絵作家
- 古畑俊男 - 義足のトライアスロン選手（2019年11月1日付けで観光大使を退任）
- 三浦莉奈 - ロンドンオリンピック新体操日本代表

2018年1月、次の8人に委嘱した。
- 小田島理恵 - バスケットボール（車いす）選手
- GooF (SOFFet) - ミュージシャン / ファッションブランド事業部長
- 後藤春日 - アジアソフトボール連盟審判長/世界野球ソフトボール連盟ソフトボール部門アジア地区審判長
- 谷口令子 - 女子ラグビー選手
- 浜井慧 - スキー選手
- 茂木栄五郎 - プロ野球選手
- YoYo（SOFFet） - ミュージシャン
- 吉田信一 - パラ卓球（車いす）選手